# Wilhelmine Auguste von Schack

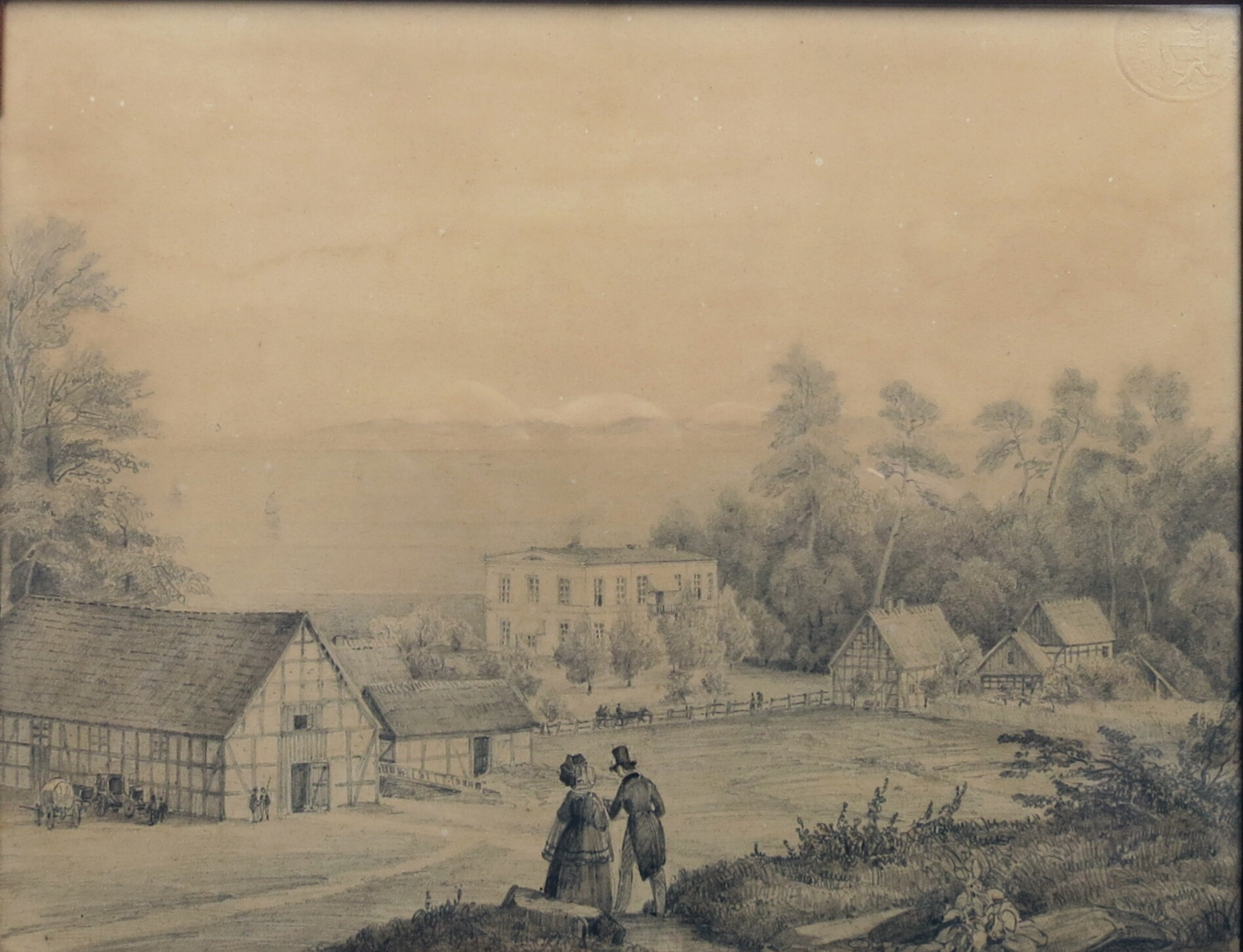
Wilhelmine v.Schack, Heringsdorf, Nauensche Villa, Bleistiftzeichnung um 1844

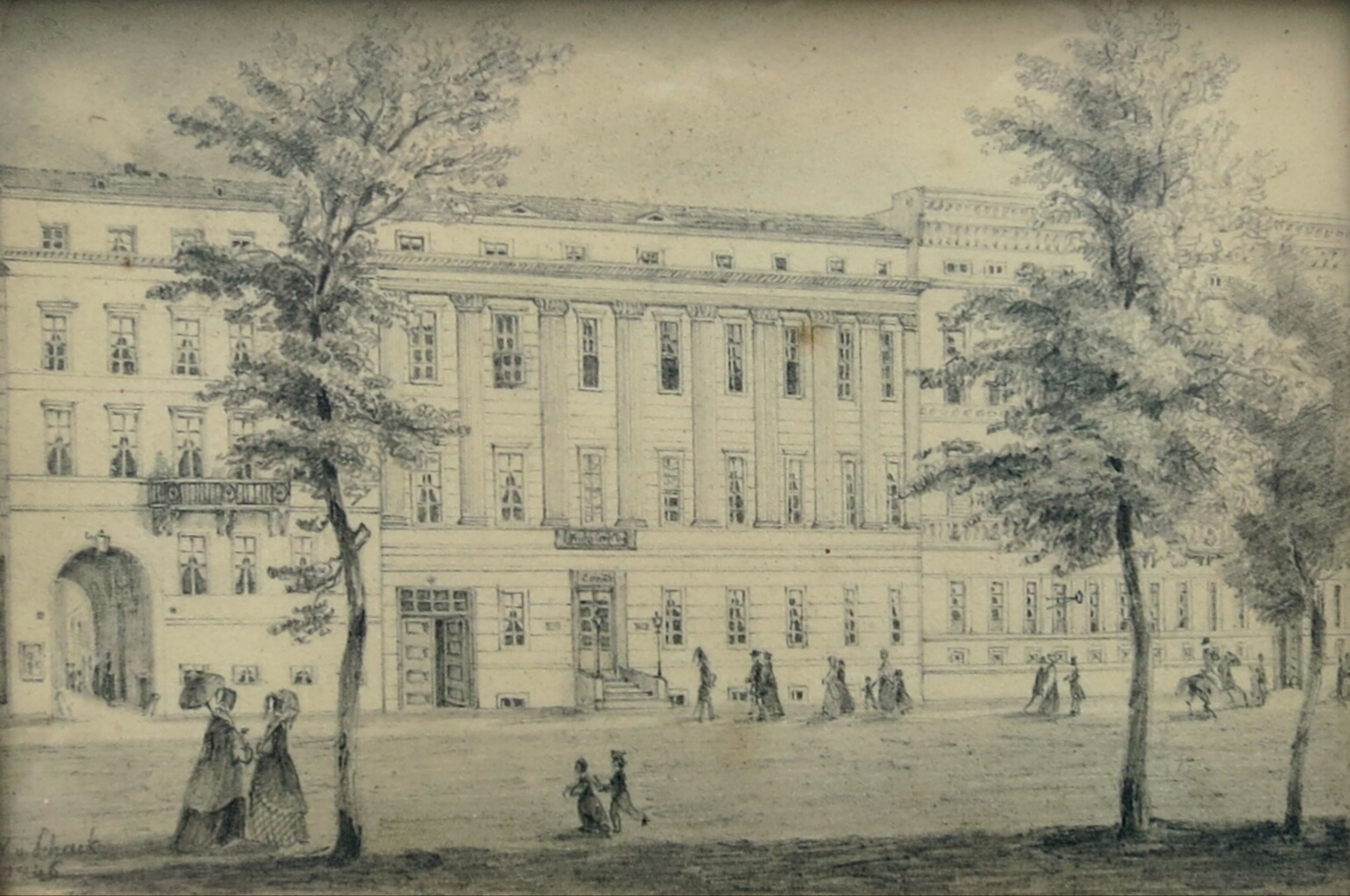
Wilhelmine v. Schack, Unter den Linden Nr. 8, Bleistiftzeichnung 1846

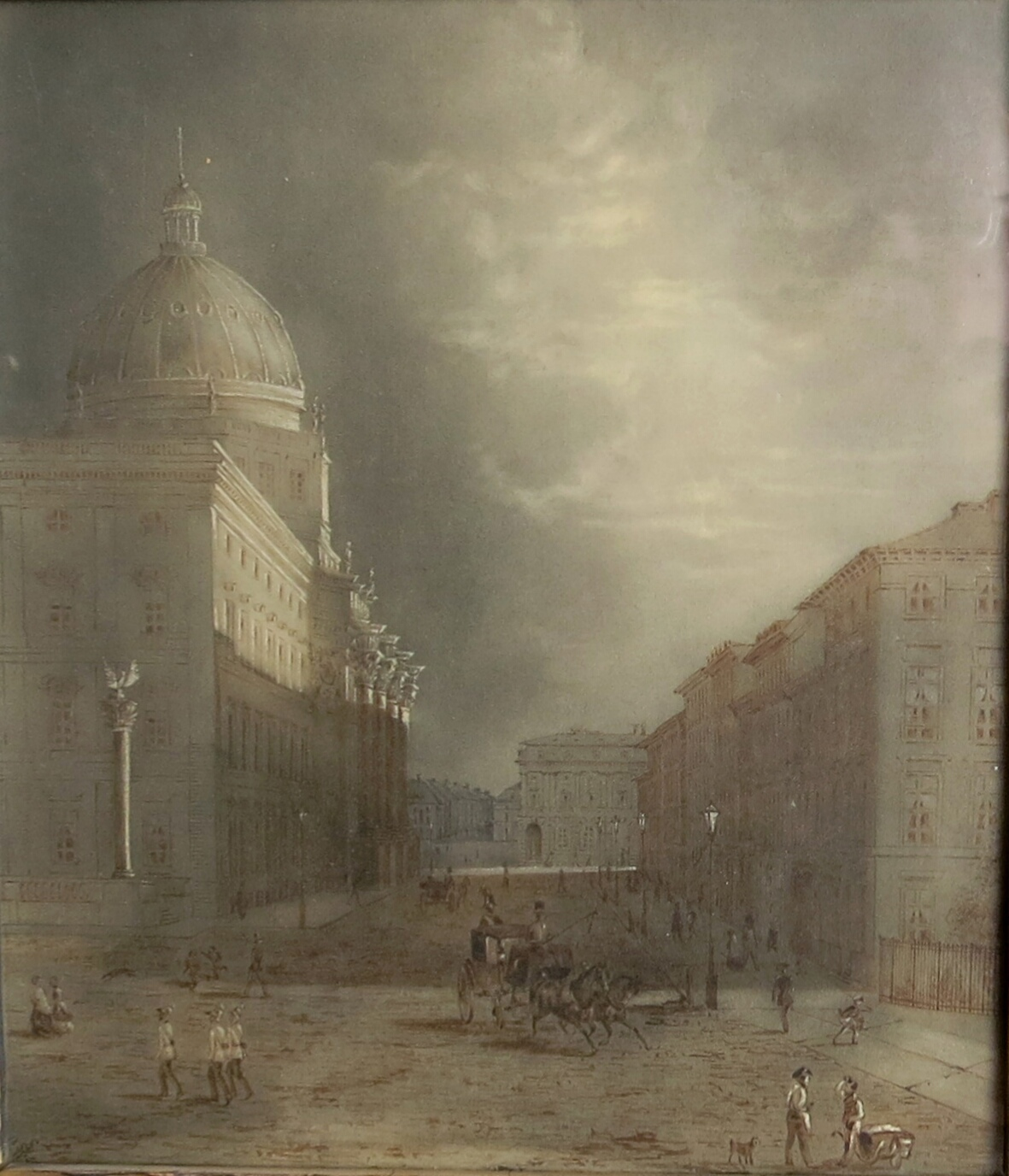
Wilhelmine v. Schack, Berliner Schlossfreiheit, Pastell 1850

Wilhelmine Auguste von Schack (11. März 1826 in Berlin – 12. Februar 1853 in Wittlich) war eine deutsche Zeichnerin in der Zeit des späten Biedermeiers.

## Leben

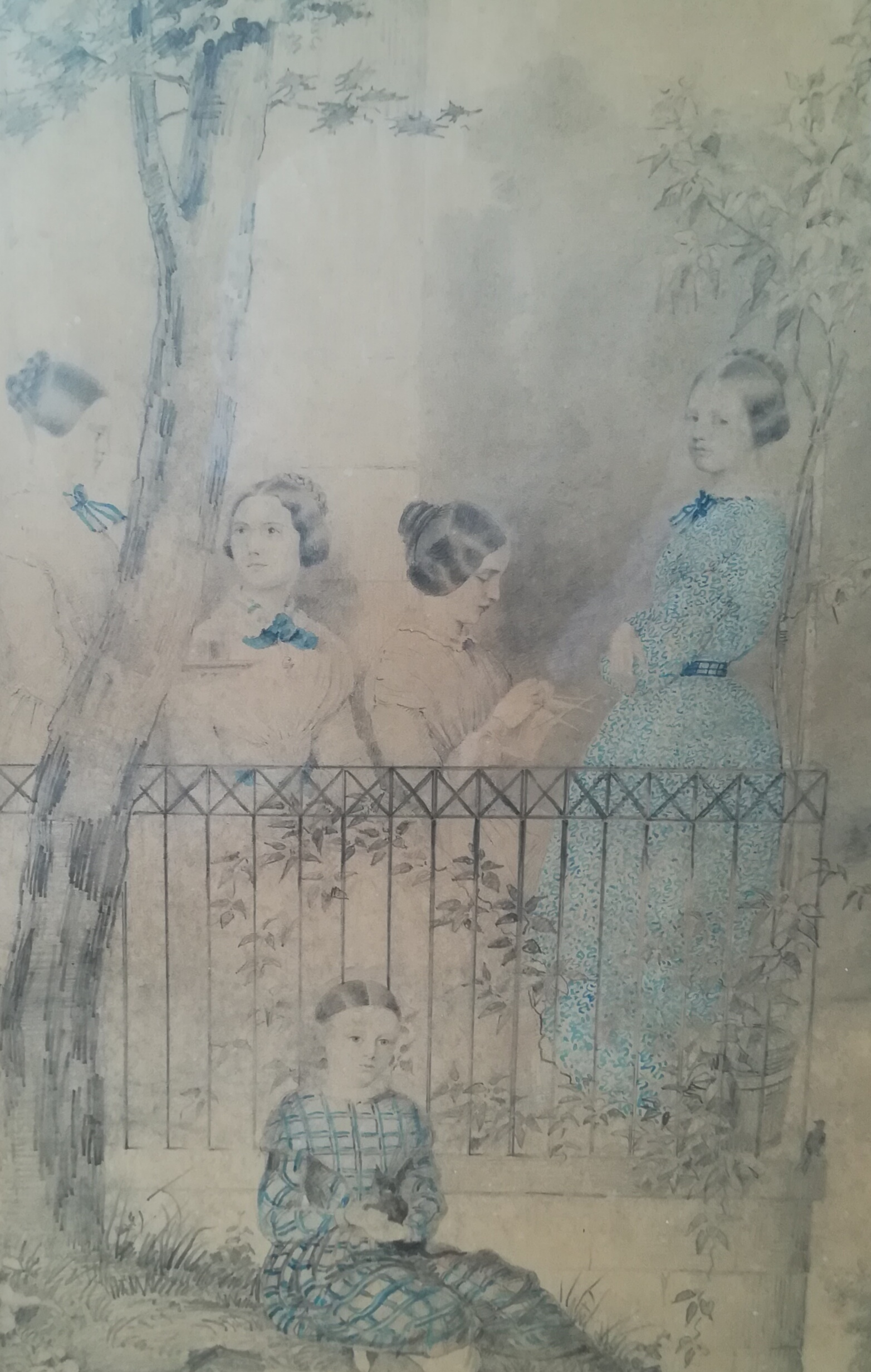
Wilhelmine v. Schack (2.v.r.) im Kreise ihrer Schwestern, um 1845

Wilhelmine von Schack war eine Tochter des preußischen Generalmajors August von Schack, eines Adjutanten des Prinzen Wilhelm von Preußen (1783–1851).
In Berlin bewohnten die von Schacks das Haus Unter den Linden Nr. 8 unmittelbar neben dem Kaiserlich-Russischen Gesandtschaftshotel. Im gleichen Haus befand sich die 1816 eröffnete legendäre Konditorei Fuchs, deren Innenräume um 1820 von Karl Friedrich Schinkel und 1834 von Friedrich August Stüler gestaltet wurden.
Wilhelmine von Schack war seit dem 14. Februar 1852 mit Friedrich von Forstner, dem Landrat des Kreises Wittlich und späteren Regierungsrats verheiratet. Sie starb im Jahr darauf kurz nach der Geburt des ersten Kindes Hans von Forstner.

## Werk
Wilhelmine von Schack gab 1846 im Alter von 20 Jahren ein Album mit dem Titel 12 Ansichten von Heringsdorf nach der Natur gezeichnet im Jahre 1844 heraus. Die von der Zeichnerin geschaffenen Vorlagen wurden von Carl Julius Henning, einem Landschaftsmaler und Schüler von Wilhelm Schirmer, lithographiert und bei H. Delius in Berlin gedruckt. Die Erlöse aus dem Verkauf der Heringsdorf-Ansichten flossen in den Bau der nach Entwürfen von Ludwig Persius in den Jahren 1846–1848 entstandenen Kirche im Walde.
Diese Schack-Zeichnungen gehören zu den raren künstlerischen Zeugnissen aus der Frühzeit Heringsdorfs, das sich bereits in jenen Jahren zum Kur- und Badeort des Adels sowie des wohlhabenden Bürgertums entwickelte. Die Entwicklung zum mondänen Seebad ist vor allem mit dem Namen Georg Bernhard von Bülow verbunden.
Wilhelmine von Schacks erhaltene Zeichnungen sind zumeist Veduten Pommerns, insbesondere der Insel Usedom, sowie der Rhein-Mosel-Gegend. Überliefert sind ebenfalls einige Ansichten Berlins. Ihre Zeichnungen signierte sie oftmals mit WvS oder  WAS.

## Veröffentlichungen
- Wilhelmine von Schack: 12 Ansichten von Heringsdorf nach der Natur gezeichnet im Jahre 1844. Lithographiert von Julius Henning, Berlin 1846.